# 廣南承宣
广南承宣（越南语：／），是越南后黎朝十三处承宣之一，洪德二年（1471年）始置。北連順化承宣，西隔長山山脈同哀牢為界，南鄰占城，東濱南海。

## 历史沿革
陳朝時，广南地区属于占城国。胡朝绍成二年（1402年），安南入侵占城，占领占洞、古垒洞等地，设置升、华、思、义四州，并置升华路统辖4州，另在源头设新宁镇。属明时期，改升华路为升华府，仍辖升、华、思、义四州，州辖十一县。然而因“化州险远，抚治已难，此路未暇间也”，占城重新占领升华府四州之地，明朝空有升华府四州十一县的名号。 
后黎朝建立后，称升华地区为“南界”，但此地复入占城。洪德元年（1470年），黎圣宗亲率大军南征占城。次年（1471年）三月，越军攻破占城国都阇槃城后，设置太占、古垒二州，将国界拓展山石碑山。六月，又改置为广南承宣三司及升华卫，承宣下轄3府9縣。
洪德二十一年（1490年），黎聖宗下令繪製各承宣地圖，各承宣改題為“處”，广南承宣为广南处。洪顺以后，越南频遭战乱，各政权均以军事为重，又称“处”为“镇”，广南处为广南镇。
正治十三年（1570年），鄭檢召還廣南總兵阮伯駉，以順化鎮守阮潢兼領廣南鎮。弘定三年（1602年），阮潢改廣南鎮為廣南營。

## 行政区划
广南承宣下辖3府，共9县。
- 升华府下辖黎江县、熙江县、河东县3县。
- 思义府下辖平山县、慕华县、义江县3县。
- 怀仁府下辖蓬山县、符离县、绥远县3县。